# Gönc
Gönc is een plaats (város) en gemeente in het Hongaarse comitaat Borsod-Abaúj-Zemplén. Gönc telt 2268 inwoners (2001).
Gönc ligt een 5-tal km ten zuiden van de Slowaakse grens, nabij het Slowaakse Košice.

## Geschiedenis
Gönc is sinds de 10e eeuw bewoond toen de Magyaren zich hier kwamen vestigen. In de middeleeuwen was het koninklijk bezit en een belangrijke handelsplaats. De Reformatie speelde een belangrijke rol in de geschiedenis: het was hier dat de calvinist Gaspar Károli de Bijbel in het Hongaars vertaalde.
Door het Vertrag van Trianon stond Hongarije zijn noordelijke gebieden af, waardoor Gönc in het grensgebied kwam te liggen en zijn belang als handelsplaats verloor.
Sinds 2001 mag Gönc de titel van stad voeren.